# Gerippte Mulmnadel
Die Gerippte Mulmnadel (Renea veneta), auch Gerippte Nadelschnecke ist eine auf dem Land lebende Schneckenart aus der Familie der Mulmnadeln (Aciculidae) in der Ordnung Architaenioglossa („Alt-Bandzüngler“).

## Merkmale
Das (adulte) Gehäuse ist 3,7 bis 4,5 mm hoch und 1,3 bis 1,5 mm breit. Es ist sehr schlank, turmförmig bis leicht spindelförmig mit fast gerader Seitenlinie. Es werden 6½ bis 7¼ mäßig bis stark gewölbte Windungen gebildet. Die letzte Windung ist etwas abgeflacht. Der Protokonch und die ersten 1¾ bis 2 Windungen sind glatt, danach setzen feine regelmäßige Rippchen ein; 48 bis 60 Rippchen auf dem vorletzten Umgang, 48 bis 66 Rippchen auf der letzten Windung. Zwischen den Rippchen sind sehr feine, aber deutliche Anwachsstreifen vorhanden. In der Frontalansicht gleicht die Mündung einem verzerrten U mit einem abgeflachten unteren Rand. Der erweiterte Mündungsrand ist innen lippig verdickt und leicht nach außen gebogen. In der Seitenansicht ist der palatale Mündungsrand (Außenrand) mäßig stark nach vorne gekrümmt. Er biegt in der oberen Hälfte zurück und bildet am Ansatz der Mündung an die Gehäusewand der vorigen Windung einen breiten Sinus. Ein ausgesprochener Sinulus (am oberen Rand der Mündung am Kontakt zur Gehäusewand wie z. B. bei Renea paillona) ist nur angedeutet. Unterhalb des angedeuteten Sinulus ist die Palatalwand sehr kurz nach innen gebogen. Die Angularis ist klein, aber deutlich entwickelt. Der schmale Nackenwulst ist nur schwach ausgebildet, er wird zur Basis hin etwas kräftiger bzw. höher. Der Nabel wird durch einen Parietalkallus geschlossen. Das Gehäuse ist bräunlich gefärbt, die Oberfläche stark glänzend.

### Ähnliche Arten
Die Gerippte Mulmnadel unterscheidet sich durch die charakteristische Skulptur des Gehäuses von allen anderen Renea-Arten (ausgenommen Renea gormonti). Das Gehäuse von Renea gormonti ist stärker zylindrisch mit weniger stark gewölbten Windungen. Die Mündung ist bei R. gormonti kräftig verdickt.

## Geographische Verbreitung und Lebensraum
Das Verbreitungsgebiet der Art weist drei voneinander getrennte Areale auf. Das Nordareal erstreckt sich von den Loferer Steinbergen (Land Salzburg) und ihrer Umgebung über das Berchtesgadener Gebiet (Bayern) bis zum Hallstätter See und dessen Umgebung (Oberösterreich). Das Südostareal von Renea veneta reicht vom Garda-See ostwärts über die italienischen Südalpen bis ins Isonzo-Tal bei Tolmin (Slowenien); es berührt nicht österreichisches Gebiet. Das Südwestareal von Renea veneta in der italienischen Provinz Savona wurde erst von Boato u. a. (1985: 251) erstmals beschrieben.
Die Tiere leben im Gebirge im Geröll und der Laubstreu von Wäldern auf kalkigen Böden.

## Taxonomie
Das Taxon wurde 1865 von Giulio Andrea Pirona als Acicula spectabilis var. veneta nov. var. vorgeschlagen. Bereits de Betta (1870: 1479, 1513) fasste das Taxon als selbständige Art auf, ebenso Paulucci (1883: 5), Pollonera (1889: 51), Westerlund (1890: 89) und Kobelt (1894: 9) (als Acme veneta). Acme pironae Pollonera, 1889 ist ein jüngeres Synonym von Renea veneta Pirona, 1865.
Unterschiede an den Gehäusen zwischen Nordareal und Südareal wurden nicht festgestellt. Die Gerippte Mulmnadel (Renea veneta) und Renea spectabilis kommen an einigen Lokalitäten zusammen vor, ohne dass Zwischenformen (= Hybride) gebildet werden. Dies beweist, dass Renea veneta und Renea spectabilis tatsächlich eigenständige Arten sind und reproduktiv isoliert sind. Das Südwestareal liegt mitten im Verbreitungsgebiet von Renea elegantissima. Auch hier kommen keine Zwischenformen vor, die beiden Arten sind reproduktiv isoliert.

## Gefährdung
Die Rote Liste Deutschlands stuft die Art als extrem selten ein. Insgesamt ist die Art nach IUCN nicht gefährdet.

## Belege

### Online
- Animal Base - Renea veneta (Pirona, 1865)

## Anmerkung
1. ↑  Der deutsche Trivialname Gerippte Mulmnadel ist insofern nicht besonders aussagekräftig, da die Berippung ein typisches Merkmal der Gattung Renea ist, d. h. alle anderen zehn Arten der Gattung sind ebenfalls berippt.